# Boarmia exilis
Boarmia exilis är en fjärilsart som beskrevs av W. Warren 1900. Boarmia exilis ingår i släktet Boarmia och familjen mätare. Inga underarter finns listade i Catalogue of Life.